# Hit-Monkey
Pour la série télévisée d'animation homonyme, voir Hit-Monkey (série télévisée d'animation).
Hit-Monkey est un personnage de fiction de l'univers Marvel Comics. Il s'agit d'un macaque qui a acquis, par l'observation d'un tueur à gages humain, des compétences particulièrement développées en matière de combat et d'élimination.

## Genèse
Créé par le scénariste Daniel Way et le dessinateur Dalibor Talajić, Hit-Monkey fait sa première apparition dans Hit-Monkey no 1 en avril 2010, sous forme d'un one shot numérique, sur Marvel Digital Comics Unlimited,. Le comics est publié en version papier une semaine plus tard et, à partir du même mois, le personnage apparaît dans un arc narratif s'étalant sur les numéros 19 à 21 de Deadpool volume 4.

## Série télévisée d'animation
Hit-Monkey fait l'objet de sa propre série télévisée d'animation américaine homonyme, intitulée elle aussi Hit-Monkey.
La série, destinée à un public adulte, est créée par Will Speck et Josh Gordon  pour le service de streaming Hulu. Elle met en vedette Ally Maki, Olivia Munn, Nobi Nakanishi, Fred Tatasciore, George Takei et Jason Sudeikis. Hit-Monkey a été annoncée en février 2019, dans le cadre d'un groupe de séries basées sur des personnages Marvel, et est sortie sur Hulu le 17 novembre 2021.

## Éditions papier
- Deadpool, Volume 4: Monkey Business (regroupe Hit-Monkey One-Shot et Deadpool (vol. 4) no 19-22, 120 pages, Marvel Comics, juillet 2010  (ISBN 0-7851-4530-3))
- Hit-Monkey: Year of the Monkey (regroupe Hit-Monkey no 1-3 et Hit-Monkey one-shot, 96 pages, Marvel Comics, 4 janvier 2010  (ISBN 0-7851-4859-0))
- Hit-Monkey by Daniel Way: Bullets & Bananas (regroupe Hit-Monkey no 1-3, Hit-Monkey One-Shot, Deadpool (vol. 4) no 19-21, 168 pages, Marvel Comics, 29 octobre 2019  (ISBN 978-1302920357))